# Gornja Trnica
Gornja Trnica (cyr. Горња Трница) – wieś w Serbii, w okręgu pczyńskim, w gminie Trgovište. W 2011 roku liczyła 51 mieszkańców.